# Vilano

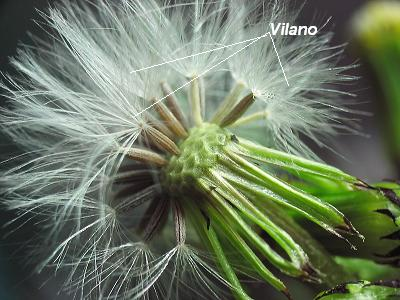
Detalle de frutos con vilano

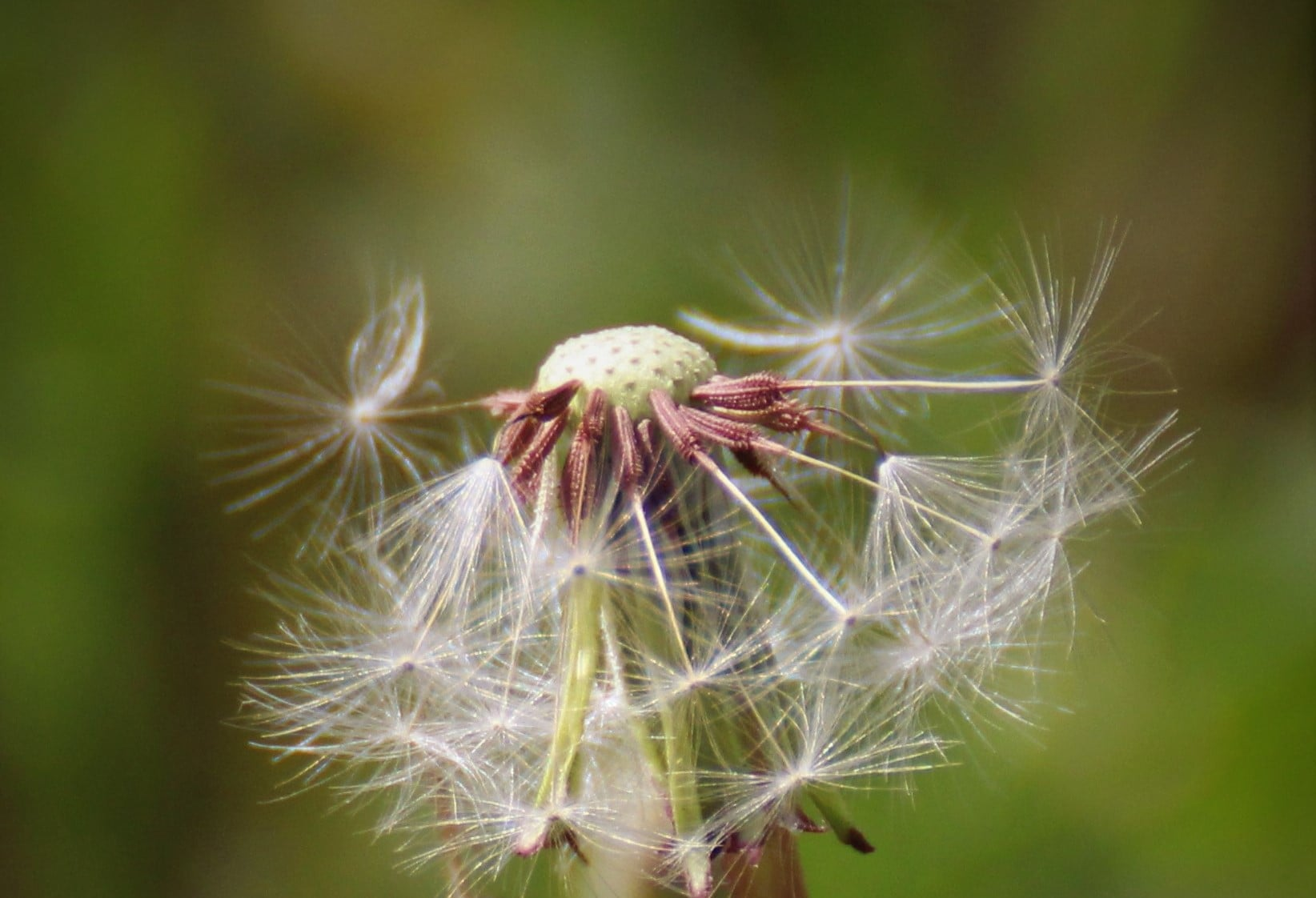
Vilano de diente de león

En botánica, se denomina vilano o papus al conjunto de pelos simples o plumosos, cerdas o escamas que rodean a las diminutas flores que corona en frutos con ovario ínfero, generalmente de las asteráceas o compuestas. Estas estructuras son homólogas al cáliz de cualquier otra flor y, de hecho, son una profunda modificación de los sépalos. El papus puede ser piloso, diminutamente barbado, o plumoso. Debido a que es persistente, corona al fruto de las compuestas (llamado cipsela). El diente de león o el salsifín son dos de las especies más comunes que presentan vistosos vilanos.  
Su función es la de permitir o asistir a la planta en la diseminación o dispersión aérea de los frutos y, por ende, de las semillas. Se conoce como anemocoria a la forma de dispersión de las semillas por el viento 
- Dimitri, M. (1987). Enciclopedia argentina de agricultura y jardinería. Tomo I. «Descripción de plantas cultivadas». Editorial ACME S.A.C.I., Buenos Aires.

- Datos: Q1146306
- Multimedia: Pappus (botany) / Q1146306